# Alopecosa saurica
Alopecosa saurica este o specie de păianjeni din genul Alopecosa, familia Lycosidae, descrisă de Marusik, 1995.
Este endemică în Kazakhstan. Conform Catalogue of Life specia Alopecosa saurica nu are subspecii cunoscute.